# François Drolet
François Drolet (n. 16 iulie 1972, Sainte-Foy–Sillery–Cap-Rouge⁠(d), provincia Québec, Canada) este un sportiv ce a reprezentat Canada, medaliat olimpic. A participat la o ediție a Jocurilor Olimpice (1998) în care a câștigat o medalie de aur.

## Participări
Lista de mai jos prezintă principalele competiții la care a participat François Drolet de-a lungul carierei.
- short track speed skating at the 1998 Winter Olympics – men's 5000 metre relay[*]